# Premio Barocco

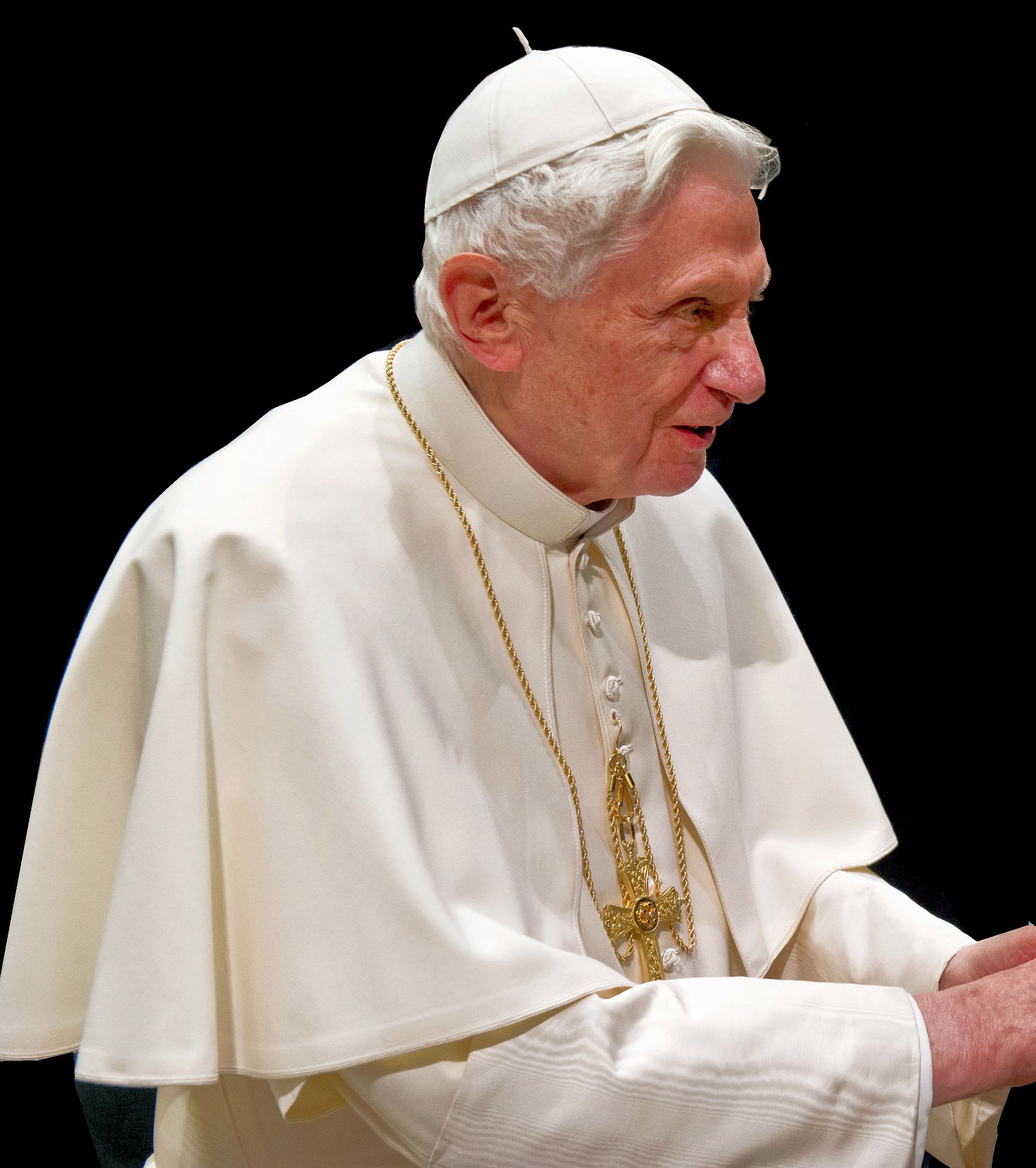
Benedetto XVI

Il premio Barocco è stato un premio conferito a personalità della comunicazione, della solidarietà, e dell'arte che viene consegnato nella città di Gallipoli, simbolo per eccellenza della cultura e arte barocca.
Istituito nel 1969 da un comitato promotore guidato da Fernando Cartenì, consisteva in una statuetta bronzea realizzata da Egidio Ambrosetti avente la forma di Galatea, una delle ninfe del mare nella mitologia greca. Dal 1998 la manifestazione era trasmessa in televisione da Rai 1.
Fra i personaggi che hanno ricevuto il premio ci sono:

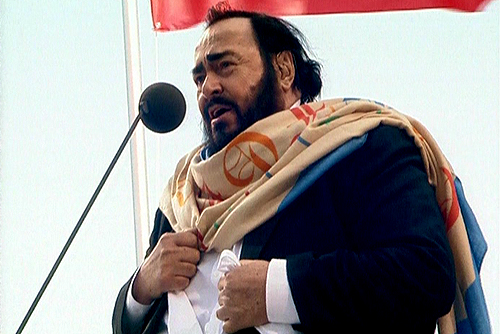
Luciano Pavarotti

- Claudia Cardinale
- Pooh
- José Feliciano
- Luciano Pavarotti Luciano Pavarotti
- Francesco Sabatini
- Andrea Bocelli
- Papa Benedetto XVI Benedetto XVI
- Sophie Marceau
- Horst Tappert
- Rita Levi-Montalcini
- Antonino Zichichi
- Carlo Rubbia
- Gérard Depardieu
- Alberto Sordi Alberto Sordi
- Vittorio Gassman
- Franco Zeffirelli
- Gigi Proietti
- Catherine Deneuve
- Alain Delon
- Bruno Vespa
- Susanna Agnelli
- Massimo Moratti
- Vittorio Feltri
- Francesco Amadori
- Gianluca Grignani ed altri.

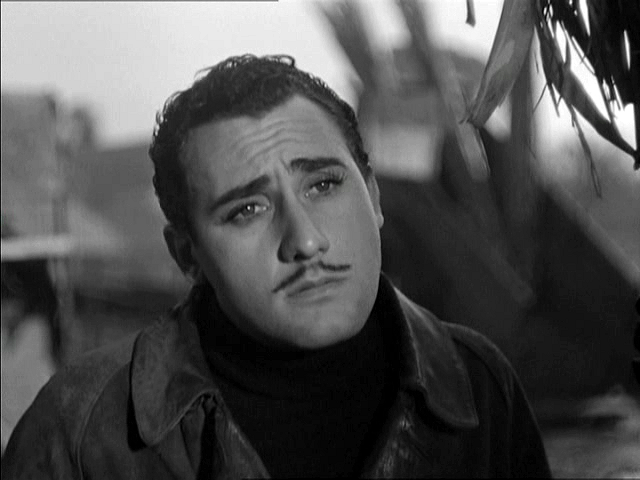
Alberto Sordi

Dal 2007 al 2010 la manifestazione è stata ospitata dalla città di Lecce, capitale dell'arte barocca, dopo che per 37 edizioni era stata ospitata a Gallipoli. In seguito è stata riportata a Gallipoli. L'edizione del 2020 (che si sarebbe dovuta svolgere a Lecce) viene cancellata a causa della pandemia di COVID-19. Ad oggi la manifestazione è inattiva.

## Conduttori
- 1998: Mara Venier
- 1999: Daniele Piombi, Anna Falchi, Valeria Marini e Nino Frassica
- 2000: Milly Carlucci
- 2001: Milly Carlucci
- 2002: Milly Carlucci e Ornella Muti
- 2003: Amadeus
- 2004: Luisa Corna con Loredana Lecciso
- 2005: Luisa Corna
- 2006: Michele Cucuzza e Anna Falchi
- 2007: Luisa Corna e Nino Frassica
- 2008: Fabrizio Frizzi
- 2009: Carlo Conti con Emanuela Aureli, Bianca Guaccero, Stefania Rocca e Monica Setta
- 2010: Fabrizio Frizzi
- 2011: Fabrizio Frizzi con Anna Falchi
- 2012: Attilio Romita e Rossella Brescia
- 2013: Nathalie Caldonazzo [2]
- 2014: Alba Parietti
- 2015: Michele Cucuzza
- 2016: Francesco Giorgino con Maria Grazia Cucinotta
- 2017: Francesco Giorgino
- 2018: Francesco Giorgino
- 2019: Francesco Giorgino